# NIAC

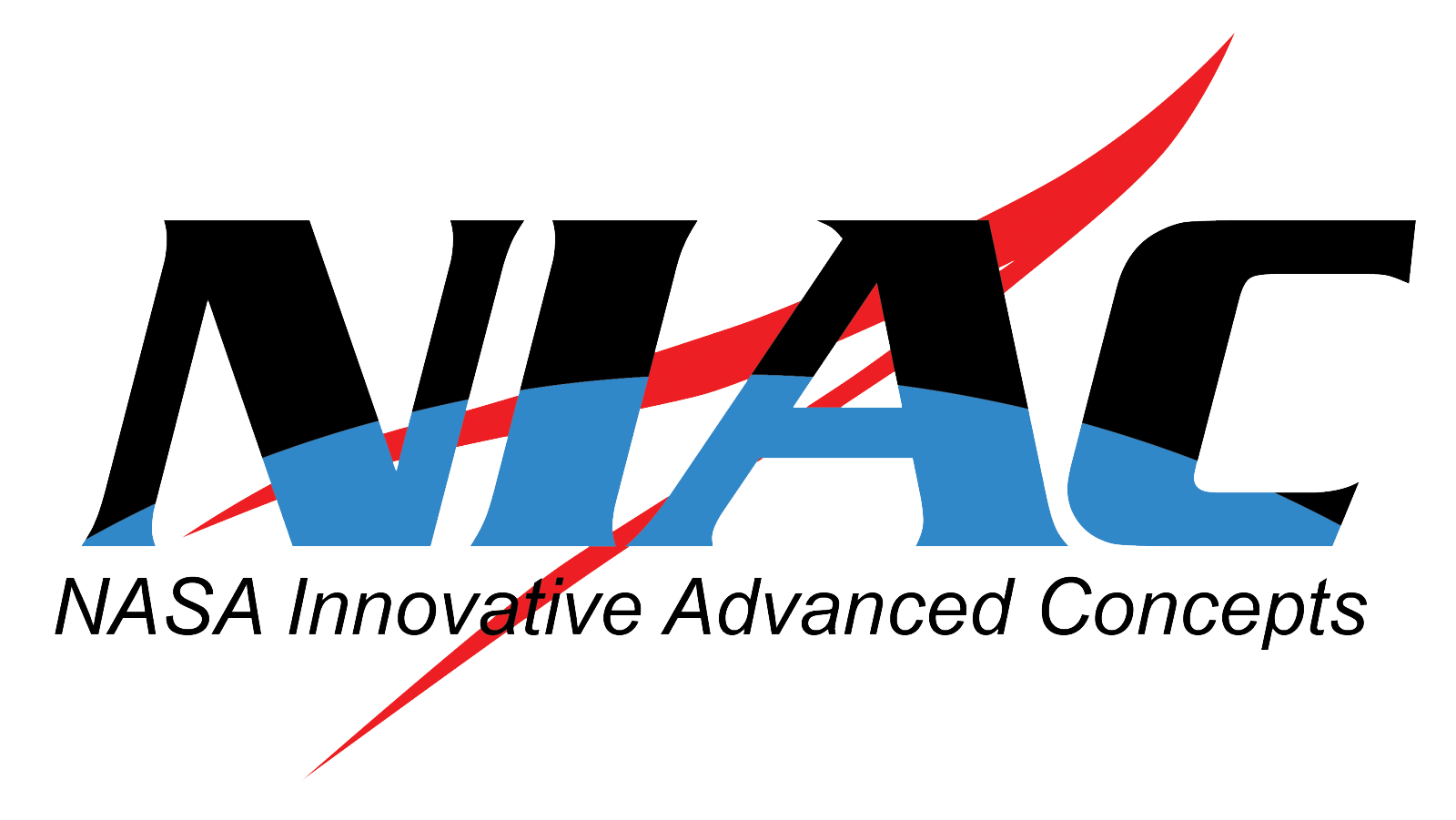
NIAC 로고

NIAC은 NASA의 프로그램으로, 학생들의 아이디어를 이용해서 장기 우주 개발 계획을 하는 프로그램이다. 학생들이 아이디어를 제출해서 NIAC에게 내는 형태며, 우수하거나 좋은 아이디어를 가지고 있는 개념을 뽑아서 미국 의회에 예산 배정을 요청한다. 1998년부터 2007년까지 NASA Institute for Advanced Concepts이라는 프로젝트 명으로 실행되었으며, 이름 변경을 변경하자는 의견으로 2011년부터 NASA Innovative Advanced Concept라는 프로젝트 명으로 바뀌었다. 현재까지도 하는 장기 프로젝트로, 강창원이라는 한국 사람이 이 프로젝트에서 마스비라는 아이디어로 우승하기도 했다.